# سيتروين تراكسيون أفان
سيتروين تراكسيون أفان (سيتروين ذات الجر الأمامي) هي سيارة من صناعة سيتروين أنتجت في 1934 وتوقف إنتاجها في 41.